# 道の駅西いなば気楽里
道の駅西いなば気楽里（みちのえき にしいなばきらり）は、鳥取県鳥取市鹿野町にある鳥取県道32号郡家鹿野気高線の道の駅である。

## 施設
施設は鳥取県（駐車場（一部を除く）・トイレ・情報休憩コーナー）および鳥取市（駐車場の一部（普通車：50台）・その他の施設）が所有し、鳥取西いなばまちづくり株式会社が指定管理者として運営管理を行っている。
- 駐車場 158台（電気自動車用充電スタンド：1台あり）
  - 普通車：119台
  - RVパーク：3台
  - 大型車：22台
  - 二輪車：15台
  - 身障者用：3台
- トイレ 39器
  - 男：大 5器（洋式のみ）・小 15器・男児用小便器1器
  - 女：15器（洋式のみ）・同伴の男児用小便器1器
  - 身障者用：2器
- 情報休憩コーナー
- パウダールーム
- 授乳室
- 体験加工室・地域交流室
- レストラン（10:00 - 14:00・16:00 - 21:00）
- 物産コーナー（9:00 - 19:00）
- 農畜産・海産加工室
- ファーストフード（9:00 - 19:00）
- 飲食コーナー（9:00 - 19:00）
- コンビニエンスストア（ファミリーマート24時間営業）
  - ゆうちょ銀行ATM（0:05 - 23:55）
- 備蓄倉庫
- 足湯

当初予定されていたガソリンスタンドは用地が確保されているものの、開業時点では設置されていない。

## 周辺
- E9 山陰自動車道（国道9号 鳥取西道路）浜村鹿野温泉IC